# ناحیه دوکی
ناحیه دوکی (به انگلیسی: Duki District) یکی از ناحیه‌های ایالتی پاکستان در شمال شرقی است که در بلوچستان پاکستان واقع شده است که این ناحیه توسط قبایل قبایل پشتون در مناطق شمال شرقی کنترل میشود. ناحیه دوکی ۱٬۰۹۲ متر بالاتر از سطح دریا واقع شده‌است.